# Celtis tournefortii
Celtis tournefortii är en hampväxtart. Celtis tournefortii ingår i släktet Celtis och familjen hampväxter.

## Underarter
Arten delas in i följande underarter:
- C. t. aetnensis
- C. t. asperrima
- C. t. tournefortii

## Bildgalleri

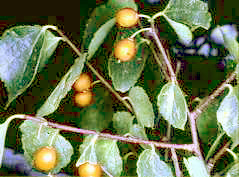